# Euselasia pusilla
Euselasia pusilla is een vlindersoort uit de familie van de prachtvlinders (Riodinidae), onderfamilie Euselasiinae.
Euselasia pusilla werd in 1869 beschreven door R. Felder.